# 1085년

## 연호
- 북송(北宋) 원풍(元豊) 8년
- 요(遼) 대안(大安) 원년
- 일본(日本) 오토쿠(応徳) 2년
- 서하(西夏) 대안(大安) 11년
- 리 왕조(李朝) 아인부찌에우탕(英武昭勝) 10년 / 꽝흐우(廣佑) 원년

## 기년
- 고려(高麗) 선종(宣宗) 2년
- 북송(北宋) 신종(神宗) 18년
- 요(遼) 도종(道宗) 31년
- 서하(西夏) 혜종(惠宗) 19년
- 리 왕조(李朝) 인종(仁宗) 14년

## 사건
- 왕의 동생 의천(義天)이 몰래 송나라에 들어가 2년 동안 불법을 공부하고 돌아오자 송나라에서 항의하였으나 선종은 사절을 보내 이를 무마시켰다. 의천을 태운 배가 예성강 포구에 도착하자 선종은 친히 마중나가 환영의식을 성대하게 하였는데 의천은 불경과 경서 1,000권을 바쳤고, 흥왕사(興王寺)에 교장도감(敎藏都監)을 세울 것을 건의하였으며, 송, 요, 일본 등지에서 서적을 사들여 거의 4,000여 권에 달하였는데 모두 간행하게 하였다.

## 탄생
- 이마드 앗 딘 장기 - 제2차 십자군 시대 이슬람의 지도자.

## 사망
- 로베르토 기스카르, 남부 이탈리아와 시칠리아에서 활약한 노르만 정복자.